# Estebanillo González
La vida y hechos de Estebanillo González, hombre de buen humor, (Anvers: Viuda de Juan Cnobbart, 1646 i Madrid, 1652), és una novel·la picaresca espanyola, escrita en forma d'autobiografia genuïna per un "pícaro" (ben documentat en altres fonts), però per alguns estudiosos, és una mera obra de ficció. És un dels últims grans èxits de la literatura barroca espanyola durant el segle xvii.

## Vida d'Estebanillo
El protagonista, Esteban González, és fill d'un pintor de Salvaterra de Miño, establert a Roma poc després del seu naixement. Hi ha documentació que acredita l'existència d'un pintor espanyol a Roma entre els anys 1604 i 1626 que va pertànyer a l'Acadèmia de Sant Lucas, el seu senyor Lorenzo Gonzales, pitore spagnuolo, italianizat al cap de poc com Laurenzo Gonzales, i que des de 1618 rep el tractament de senyor

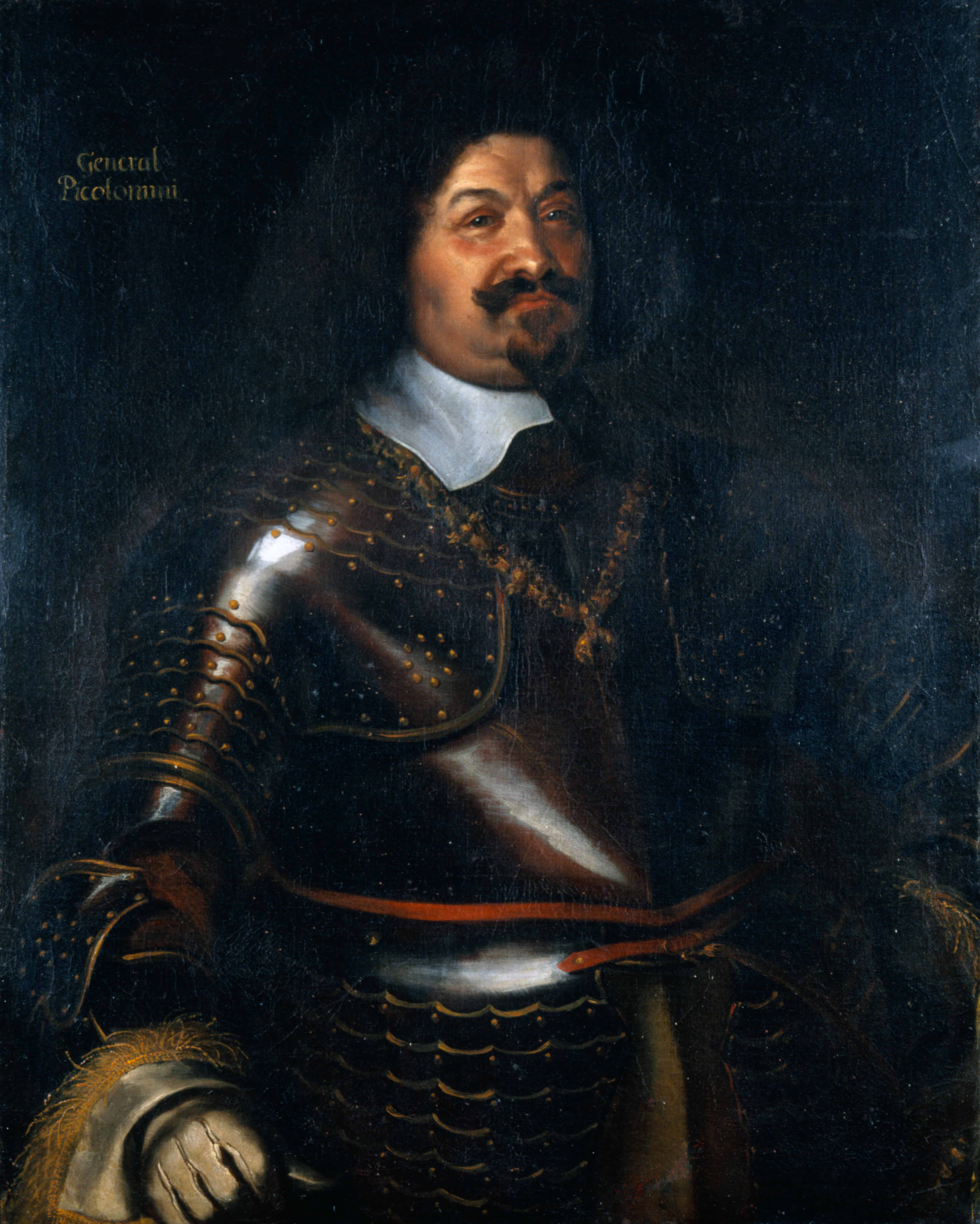
Octavi Piccolomini d'Aragó, senyor de lEstebanillo González, a qui està dedicada la obra.

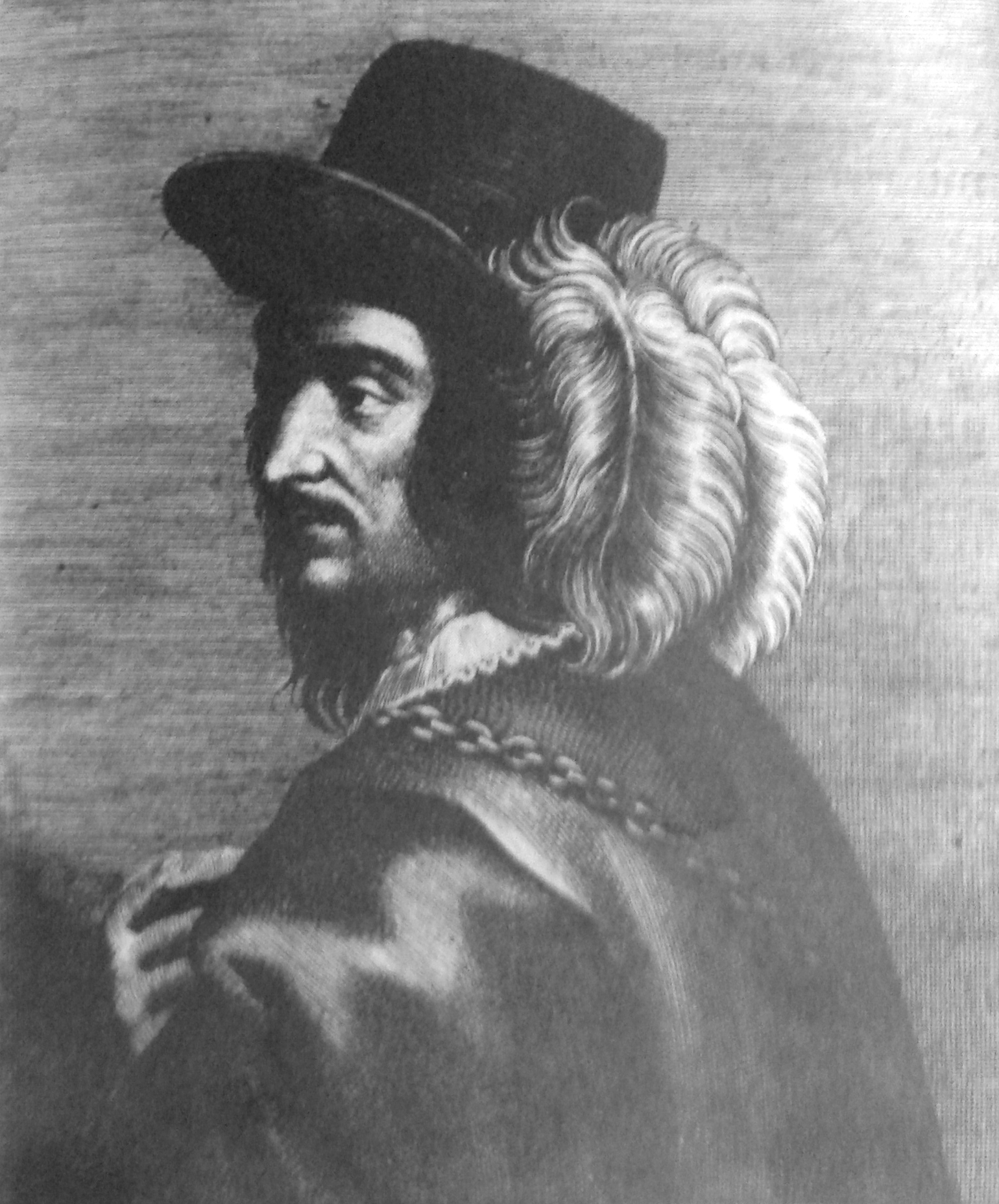
Retrat de l'Estebanillo González, de Lucas Vorsterman, que va aparèixer a la primera edició de la novel·la.

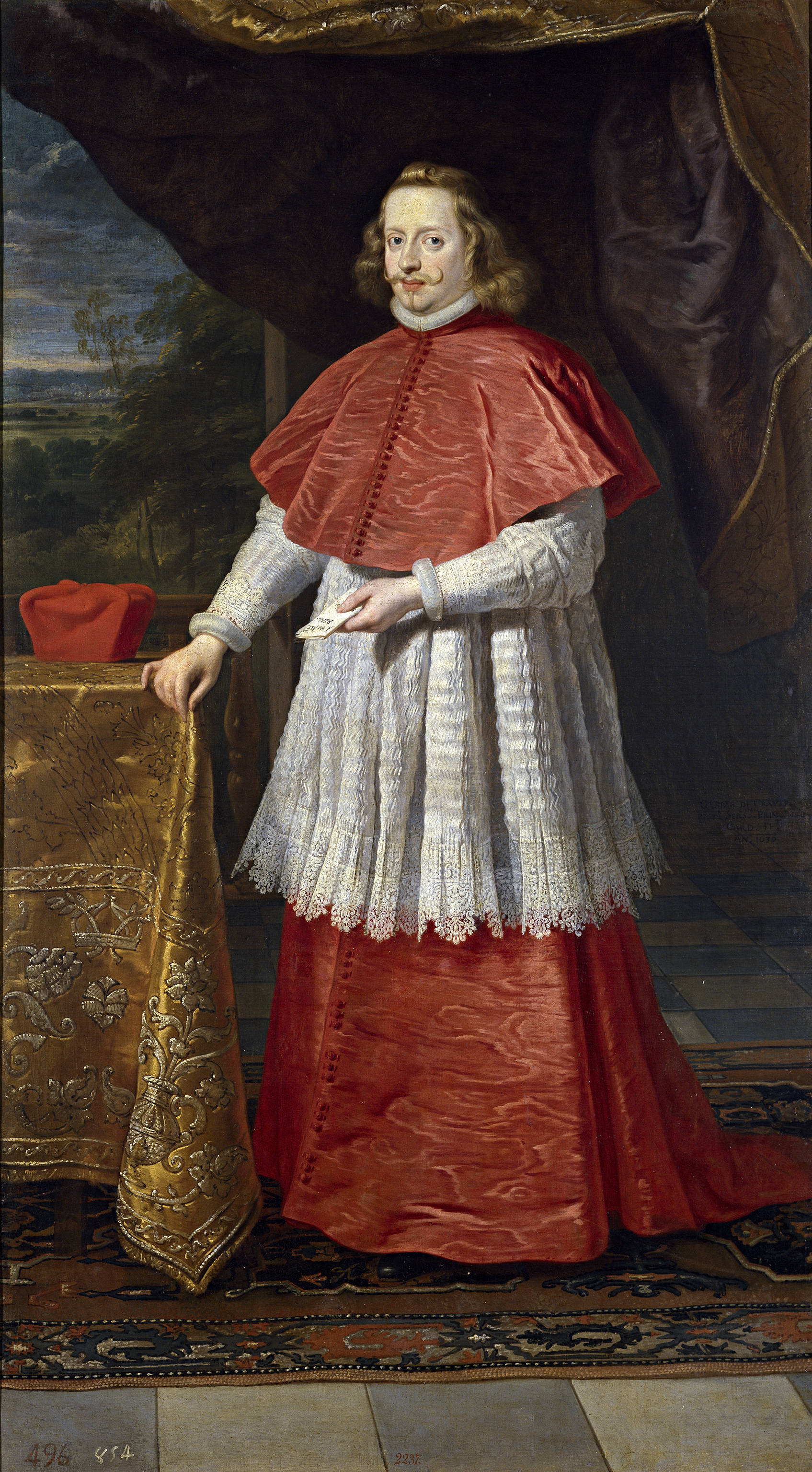
El Cardenal Infant Don Ferran d'Àustria, un dels amos de Estebanillo González. Pintura a l'oli de Gaspar de Crayer, 1639.

El nom d'Esteban González apareix ja el 1654 com sirvent (noi de panateria) que fora del príncep Manuel Filibert de Savoia, amb el baix sou de dotze mil maravedis. Encara que aquest noble se cita amb elogis a la novel·la, no es menciona el fet que l'arribés a servir, si bé es diu que va exercir càrrecs en ocupacions molt similars com cuiner auxiliar o noi a casa de altres virreis de Sicília: el cardenal Doria, interi sense càrrec en quatre ocasions abans i després del fet que ho va ser de Filibert de Savoia (1610-1612; 1616; 1624-1626; 1639) i el duc d'Alburquerque (1627-1632).
En el context de la Guerra dels Trenta Anys, el personatge principal escriu, en una narrativa personal, sobre la seva vida com a servent de mestres distingits per tot Europa, com soldat, missatger, etc., presenciant importants esdeveniments històrics, com ara les rebel·lions hugonots mentre té una col·locació a França com criat d'un espia encobert. Serveix formant part de la companyia sota el comandament del Cardenal Infant Don Fernando d'Àustria. que ataca les províncies franceses de Champagne, Borgonya i Picardia i fins i tot amenaça París el 1636.
Després de servir al Cardenal-Infant Ferran d'Àustria, a la seva mort el 1641 va tornar amb el seu antic amo Piccolomini a Viena el 1642 en plena convulsió de guerra a Europa. La vida d'Estebanillo es projecta sobre el fons de la Guerra dels trenta anys, prenent part a la batalla de Nordlingen (1634); treballant intensament com a correu portant missatges i cartes d'un costat a altre d' Europa, fets dels que hi ha confirmació documental. El 1645, després d'una sessió a Saragossa amb Felipe IV, va obtenir la llicència per a administrador d'una casa de joc a Nàpols, després de presentar una carta a favor de la seva amiga María, i després de ser criat del Cardenal-Infant Ferran d'Àustria. Una última referència és una nota de 1659 que esmenta un memorial presentat per un tal don Esteban González al Consell de Guerra.

## Crítica
A Espanya se'n van fer quatre edicions al segle xvii i sis reimpressions al segle xviii, el que indica una notable difusió i apreciació entre el públic, a un nivell similar a altres obres de la novel·la picaresca com Guzmán de Alfarache, la vida del Buscón i el Lazarillo de Tormes. No obstant això, en el segle xix l'obra no va passar de ser un simple objecte d'atenció dels erudits, sense cap rellevància entre els altres clàssics de la literatura castellana.
Dins de les perspectives de la crítica filològica, Estebanillo González ha rebut judicis molt dispars. Per Alexander A. Parker, l'obra és "desagradable" i deixa "molt mal sabor de boca". Whitbourn afirma que "la degeneració d'Estebanillo produeix repulsió als lectors... i causa indignació". No obstant això, Juan Goytisolo, que també va ser editor de la obra, va qualificar el llibre el 1966 de "magnífic", de la "culminació del gènere picaresc des del punt de vista del seu disseny primitiu", i com la "millor novel·la espanyola escrita el segle xvii, exceptuant el Quixot,clar".

## Edicions antigues
- La / vida y hechos / de Estevanillo Gonzalez, / Hombre de buen humor. / Compuesto por el mesmo. / Dedicada a el Excelentíssimo Señor OCTAVIO / PICOLOMINI DE ARAGON, Duque / de Amalfi, Conde del Sacro Romano Impe- / rio, Señor de Nachot, Cavallero de la Orden / del Tuson de oro, del Consejo de Estado i / guerra, Gentilhombre de la Camara, Capi- / tan de la guardia de los archeros, Mariscal de / campo General, i Coronel de Cavalleria i In / fanteria de la Magestad Cesarea, i Governador / General de las armas i exercitos de su Magestad / Catholica en los Estados de Flandes. / --- / EN AMBERES, / En casa de la Viuda de Iuan Cnobbart, 1646. In 4º, 8 ff., 388 pp. (por error, 382), 2 ff. Edición princeps.

- Madrid, por Gregorio Rodríguez, en casa de Gabriel de León, 1652.
- Madrid, por Melchor Sánchez, en casa de Gabriel de León, 1655.
- Madrid, por Melchor Sánchez, en casa de Gabriel de León, 1655.
- Madrid, por Juan Sanz, en la Plazuela de la Calle de la Paz, 1720.
- Madrid, por Juan Sanz, en la Plazuela de la Calle de la Paz, 1720.
- Madrid, por Bernardo de Peralta, en casa de Francisco Medel, en la Plazuela de la Calle de la Paz, 1725.
- Madrid, a costa de Don Pedro Joseph Alonso y Padilla, en su casa en la calle de Santo Tomás, junto al Contraste, 1729.
- Madrid, en la Imprenta y Librería de Andrés de Sotos, frente la puerta principal de San Ginés, 1778.
- Madrid, en la oficina de Ramón Ruiz, en las Librerías de la Corte, 1795.

Sense oblidat l'edició romàntica de 1844

## Traduccions
El 1707 va aparèixer la traducció a l'anglès, amb el títol The Spanish Libertines: or the lives of Justina, the Country Jilt, Celestina, the bawd of Madrid and Estevanillo Gonzales, the most arch and comical of scoundrels. To which is added, a play call'd An Evening's Adventures. All four written by eminent Spanish authors, and now first made English by Captain John Stevens.s.. La traducció de Stevens va ser l'única traducció de l'original fins al segle xx. El traductor afirma que: "...en l'opinió de molts... sembla haver deixat enrere al Lazarillo de Tormes, al Guzmán de Alfarache, i a tots els altres murris que fins ara havien aparegut...").
El 1734 Le Sage va adaptar la novela al francès amb el títol: Histoire d'Estevanille Gonzalez, surnomme'le garçon de bonne humeur / tire' de l'espagnol par Monsieur Le Sage. Es tracta d'una adaptació lliure, molt poc fidel a l'original excepte en els episodis de la barbería i de l'hospital de Nàpols. No obstant això, Le Sage va afegir episodis de l'Estebanillo a la seva obra més coneguda: Gil Blas de Santillana (1715-1735).
Tanmateix cal remarcar, que aquesta adaptació va popularitzar el nom del noi en un gran nombre de traduccions realitzades des d'aquesta llengua. Així, el 1754 va ser traduïda a l'italià com Vita e avventure di Stefanello Gonzalez, sopranominato il garzone di buon genio, el 1765 al rus com Pochodznii... Estevanilla Gonzaleca, prozvannogo vesel'čakom, soč. Gospodinom Lesažem..., al alemany per A. Alberti el 1791 amb el títol de Geschichte des Estevanille Gonzalez mit dem Zunamen des Lustige, al danès el 1801-02, i al portuguès el 1838 com Historia d Estevinho Gozalves, cognominado Rapaz de bom humor, por Lesage, traduzida de francez em portuguez, por José Da Fonseca.... Aquesta última atribueix erròniament a Le Sage com a autor de la obra original.